# Aitona
Aitona es un municipio de Cataluña, España. Perteneciente a la provincia de Lérida, en la comarca del Segriá.

## Historia
El origen del pueblo se sitúa en un antiguo castillo sarraceno, citado en documentos de 1120. La conquista cristiana corrió a cargo del conde Ermengol VI de Urgel en 1145. Durante toda la Edad Media e inicios de la Edad Moderna, la mayoría de sus habitantes fueron musulmanes a los que se les concedió un régimen jurídico especial que prevaleció hasta su expulsión en 1610.
Fue posesión de la corona  hasta 1212, año en que se formó la baronía de Aytona. En 1233 quedó en manos de la familia Montcada.

## Símbolos
El escudo de Aitona se define por el siguiente blasón:
«Escudo en forma de losange con ángulos rectos, cortado y semipartido: 1º de sinople, un gallo cantando de oro; 2º de gules, 8 besantes de oro puestos en 2 palos.; 3º de oro, 4 palos de gules. Por timbre una corona de marqués.»
Fue aprobado el 30 de mayo de 1996. El gallo, una señal tradicional del escudo de la villa, hace alusión a una leyenda según la cual la gente de Aytona fue alertada por el canto conjunto de todos los gallos de la población de un ataque inminente de los árabes, con la cual cosa la villa, en alerta, se salvó. La corona hace referencia al marquesado concedido en 1581 a Francesc de Montcada, conde de Aytona; los bezantes de oro sobre campo de gules son precisamente las armas de los Montcada. Los cuatro palos de la Señal Real de Aragón recuerdan que la villa fue conquistada a los árabes por Ramón Berenguer III.

## Geografía humana

### Demografía
Cuenta con una población de 2603 habitantes (INE 2024).
| Gráfica de evolución demográfica de Aitona entre 1842 y 2021 |
| |
| Población de derecho según los censos de población del INE Población de hecho según los censos de población del INEEn estos censos se denominaba Aytona: 1842, 1857, 1860, 1877, 1887, 1897, 1900, 1910, 1920, 1930, 1940, 1950, 1960, 1970 y 1981 |

| Nacionalidad | Hombres | Mujeres | Total | %     | Proporción |
| ------------ | ------- | ------- | ----- | ----- | ---------- |
| Española     | 824     | 806     | 1630  | 64.6% |            |
| Extranjera   | 496     | 395     | 891   | 35.3% |            |

## Cultura
Dentro del término municipal se han encontrado numerosos restos arqueológicos. En la zona de Genó se descubrieron restos de un poblado de la Edad del Bronce en el que son visibles diversas viviendas organizadas alrededor de una calle central. En Carretelá se han encontrado restos de otro poblado del mismo periodo.
Aún pueden verse algunos restos del castillo situados sobre una colina que domina la ciudad. La iglesia parroquial está dedicada a Sant Antolí. Fue construida en el siglo XVIII y su fachada es de estilo barroco. Consta de tres naves.
Cerca del centro del pueblo se encuentra el santuario de San Juan de Carratalán. Se cree que su construcción es obra de los caballeros hospitalarios y que se edificó en el lugar en el que se encontraba una antigua mezquita. El santuario, de estilo románico, aparece citado en documentos de 1168.
Aitona celebra su fiesta mayor en el mes de septiembre. La fiesta mayor pequeña tiene lugar en el mes de mayo.

## Economía
La principal actividad económica es la agricultura, destacando el cultivo de árboles frutales. Desde 1989 cuenta con una cooperativa agrícola.

## Transportes
Hace parada la línea nocturna de autobús NL1 Lérida - La Granja de Escarpe